# Oenospila stellata
Oenospila stellata är en fjärilsart som beskrevs av W. Warren 1896. Oenospila stellata ingår i släktet Oenospila och familjen mätare. Inga underarter finns listade i Catalogue of Life.